# وردة (ألبرز)
وردة هي قرية في مقاطعة ساوجبلاغ، إيران. عدد سكان هذه القرية هو 74 في سنة 2006.